# St John's Short Course

De St Johns Short Course werd gevormd door de driehoek St John's, Kirk Michael en Peel aan de westkust van het eiland Man

De St John's Short Course is een korte versie van het circuit van de TT van het eiland Man. Het werd voor wegraces met motorfietsen gebruikt van 1907 tot en met 1910.

## Voorgeschiedenis
Al in 1904 had de Tynwald (het parlement van het Eiland Man) toestemming gegeven voor autoraces (de Gordon Bennett Cup) op het eiland. Die werd gereden op de 84 km lange Highroads Course. In 1905 was deze race opnieuw gehouden, maar nu werd hij gevolgd door trainingen en kwalificatiewedstrijden voor motorfietsen voor de deelname aan de Trophée International. Deze Internationale Trofee was een landenwedstrijd die geplaagd werd door protesten, diskwalificaties en het creatief toepassen van de reglementen. Na de Trophée International van 1906, die in Patzau (toen nog in Oostenrijk-Hongarije) gehouden was, hadden met name de gebroeders Harry en Charlie Collier (erven van het merk Matchless) genoeg van het gesjoemel met regels. Tijdens de treinreis naar huis bespraken de gebroeders Collier, Freddie Straight (secretaris van de Auto-Cycle Union) en markies Joseph de Mouzilly Saint-Mars (voorzitter van de Fédération Internationale des Clubs Motocyclistes) mogelijkheden om op Britse grond een internationale wedstrijd te organiseren, waarbij men zelf kon toezien op een eerlijk verloop. Op het Britse hoofdeiland gaf de wetgever geen toestemming voor races op openbare wegen, maar het Eiland Man bood die mogelijkheid wel. Op 7 januari 1907, tijdens een diner van de Auto-Cycle Club, stelde de uitgever van het blad "The Motor-Cycle" voor een race te organiseren voor toermotoren, die in twee klassen zouden rijden: één- en tweecilinders. Dit moesten standaard (streetlegal) motorfietsen zijn, met een beperkt brandstofverbruik, uitlaatdempers, zadels, pedalen en spatborden. Dit naar het voorbeeld van de Gordon Bennett Cup, die ook met toerwagens gereden werd. Daardoor kreeg de race zijn naam "Tourist Trophy". Het reglement had een bijkomend voordeel: De Fransen, die een grote technische voorsprong hadden opgebouwd, kwamen met hun geavanceerde racemotoren buitenspel te staan. Zij hadden zich het meest gehaat gemaakt tijdens de verschillende wedstrijden om de Trophée International.

## St John's Short Course
In 1905 was al gebleken dat de zwakke motorfietsen zonder versnellingen de heuvels van de Highroads Course niet konden beklimmen, en daarom was er een korter circuit van 25,51 km lengte gekozen, met de startlijn in St John's. Daarna reed men naar de A3 bij Ballacraine en draaide in noordelijke richting via Ballig Bridge, Laurel Bank, Glen Helen, Creg Willey's Hill, Cronk-y-Voddy en Barregarrow naar Kirk Michael. Daar draaide men linksaf richting de westkust van het eiland, via Devil's Elbow en Knocksharry naar Peel. Vanuit Peel draaide men weer naar het oosten richting St Johns. Op 28 mei 1907 werd de eerste TT van Man gereden. Ook in 1908, 1909 en 1910 werd dit circuit nog gebruikt. Intussen waren het juist de Britten die het belang van versnellingsbakken en koppelingen hadden ingezien, en er waren al verschillende systemen in gebruik. Daardoor konden ze een voorsprong ten opzichte van de buitenlandse concurrenten op te bouwen door juist wél de heuvels in het circuit op te nemen en vanaf 1911 werd gereden op de 60 km lange Snaefell Mountain Course.

### 1907
De eerste wedstrijden vonden plaats op 28 mei 1907 op de St John's Short Course. Er werden tien ronden gereden van elk 25,4 km lengte. Om 10 uur 's ochtends startten de eerste 25 coureurs met een interval-start, twee aan twee. De eencilinder race werd gewonnen door Charlie Collier zelf. Zijn broer Harry kreeg al in de tweede ronde motorproblemen en viel in de negende ronde uit. De tweecilinderklasse werd aanvankelijk geleid door Rem Fowler met een Norton-Peugeot. Hij kreeg in de zevende ronde problemen met zijn aandrijfriem en bougies en viel met hoge snelheid bij Devil's Elbow door een lekke band. Hij had bijna opgegeven, maar hoorde van een toeschouwer dat hij al bijna een half uur voorsprong had op Billy Wells. Fowler zette door en won de tweecilinder race. Er was slechts beperkt sprake van een internationale wedstrijd: Martin Geiger werd in de eencilinder klasse vijfde met een  NSU, J.P. le Grand viel uit met een Italiaanse Ghirardi & Dall’Oglio en J.D. Hamilton viel met een NSU uit. In de tweecilinderklasse viel H. Martin uit met een officieel Britse Kerry, die feitelijk een Belgische Saroléa was.
| Plaats | Coureur         | Merk      | Snelheid  | Tijd      |
| ------ | --------------- | --------- | --------- | --------- |
| 1      | Charlie Collier | Matchless | 61,5 km/h | 4:08.08.2 |
| 2      | Jack Marshall   | Triumph   | 58,9 km/h | 4:19.47.3 |
| 3      | Frank Hulbert   | Triumph   | 57,1 km/h | 4:27.49.4 |

| Plaats | Coureur            | Merk           | Snelheid  | Tijd      |
| ------ | ------------------ | -------------- | --------- | --------- |
| 1      | Rem Fowler         | Norton-Peugeot | 58,3 km/h | 4:21.52.8 |
| 2      | W.H. 'Billy' Wells | Vindec         | 52,0 km/h | 4:53.44.5 |
| 3      | W.M. Heaton        | Rex            | 49,1 km/h | 5:11.03.5 |

### 1908
In 1908 werd het maximale brandstofverbruik voor de eencilinders verhoogd naar 2,8 liter per 100 kilometer en voor tweecilinders naar 3,5 liter per 100 kilometer. De eencilinder race werd dit keer gewonnen door Jack Marshall en de tweecilinder race door Harry Reed.
| Plaats | Coureur          | Merk      | Snelheid  | Tijd      |
| ------ | ---------------- | --------- | --------- | --------- |
| 1      | Jack Marshall    | Triumph   | 65,2 km/h | 3:54.50.0 |
| 2      | Charlie Collier  | Matchless |           |           |
| 3      | Robert Arbuthnot | Triumph   |           |           |

| Plaats | Coureur       | Merk | Snelheid  | Tijd      |
| ------ | ------------- | ---- | --------- | --------- |
| 1      | Harry Reed    | DOT  | 62.0 km/h | 4:05.58.0 |
| 2      | W.H. Bashall  | BAT  |           |           |
| 3      | Ronald Clarke | FN   |           |           |

### 1909
In 1909 werd het reglement versoepeld door het laten vervallen van de verbruiksbeperkingen en de uitlaatdempers, maar de cilinderinhoud werd aan banden gelegd: eencilinders mochten maximaal 500 cc meten en tweecilinders 750 cc. Er waren ook geen twee klassen meer: één- en tweecilinders namen het tegen elkaar op.

#### 500cc eencilinders en 750 cc tweecilinders
| Plaats | Coureur       | Merk      | Snelheid  | Tijd      |
| ------ | ------------- | --------- | --------- | --------- |
| 1      | Harry Collier | Matchless | 79.0 km/h | 3:13.37.0 |
| 2      | G.L. Evans    | Indian    |           |           |
| 3      | W. Newsome    | Triumph   |           |           |

### 1910
De snelheden namen snel toe. In twee jaar tijd had men een toename van bijna 30% gezien. Daarom werd de cilinderinhoud van de tweecilinders nog iets kleiner: 670 cc. Desondanks ging Harry Bowen met zijn BAT opnieuw sneller. Hij crashte later op het houten talud bij Ballacraine. De gebroeders Collier werden eerste en tweede.

#### 500cc eencilinders en 670 cc tweecilinders
| Plaats | Coureur         | Merk      | Snelheid  | Tijd      |
| ------ | --------------- | --------- | --------- | --------- |
| 1      | Charlie Collier | Matchless | 81.5 km/h | 3:07.24.0 |
| 2      | Harry Collier   | Matchless |           |           |
| 3      | W. Creyton      | Triumph   |           |           |